# Axel Witsel
Axel Witsel Thomas (nascut el 12 de gener de 1989) és un futbolista professional belga, internacional amb la selecció de Bèlgica. La seva posició natural és el centre del camp central i també pot jugar el migcampista ofensiu. Actualment juga a l'Atlètic de Madrid.
Ha estat jugador del FC Zenit St Petersburg a la Lliga Premier de Rússia i de la selecció de futbol de Bèlgica.

## Palmarès
Standard Lieja
- 2 Lliga belga: 2007-08, 2008-09.
- 1 Copa belga: 2010-11.
- 2 Supercopa belga: 2008, 2009.

SL Benfica
- 1 Copa de la lliga portuguesa: 2011-12.

Zenit St. Petersburg
- 1 Lliga russa: 2014-15.
- 1  Copa russa: 2015-16.
- 1 Supercopa russa: 2015.

Borussia Dortmund
- 1 Supercopa alemanya: 2019.